# Giuseppe Aureli
Giuseppe Aureli (Roma, 5 dicembre 1858 – Anzio, 9 agosto 1929) è stato un pittore italiano.

## Biografia
Giuseppe Aureli nel 1881 è allievo, a Roma, di Pietro Gabrini (nonostante ne sia coetaneo) e di Cesare Maccari che lo indirizza verso soggetti storici. Partecipa a varie esposizioni, dopo l'esordio a Napoli nel 1883. Nel 1894 inizia ad esporre, su invito dell'Associazione degli Acquarellisti romani; ma farà parte dell'Associazione solo dal 1900 e continuerà ad esporre fino al 1926.
La sua opera La contessina - La toilette dans le XVIII siècle, del 1903, è conservata alla Galleria comunale d'arte moderna e contemporanea di Roma. Aveva lo studio in via Margutta, accanto a quello di due altri pittori orientalistiː Nazzareno Cipriani ed Enrico Tarenghi.
Suo figlio Raniero è stato pittore e ha aderito al gruppo dei XXV della Campagna romana.